# Brithys encausta
Brithys encausta är en fjärilsart som beskrevs av Jacob Hübner 1827. Brithys encausta ingår i släktet Brithys och familjen nattflyn. Inga underarter finns listade i Catalogue of Life.